# Grotte von Bernifal
Koordinaten: 44° 55′ 52″ N, 1° 4′ 3″ O
Die in Privatbesitz befindliche, aber für Besucher zugängliche Grotte von Bernifal ist eine Höhle auf dem Gemeindegebiet von Meyrals im Département Dordogne, Frankreich. Sie enthält Felsbilder und Gravuren aus dem Magdalénien und gehört zum Umkreis der frankokantabrischen Höhlenkunst im Tal der Vézère. Die Höhle ist bereits seit dem Jahr 1904 als Monument historique anerkannt. Zusammen mit anderen prähistorischen Höhlen im Tal der Vézère gehört die Grotte von Bernifal seit dem Jahr 1979 zum Weltkulturerbe der UNESCO.

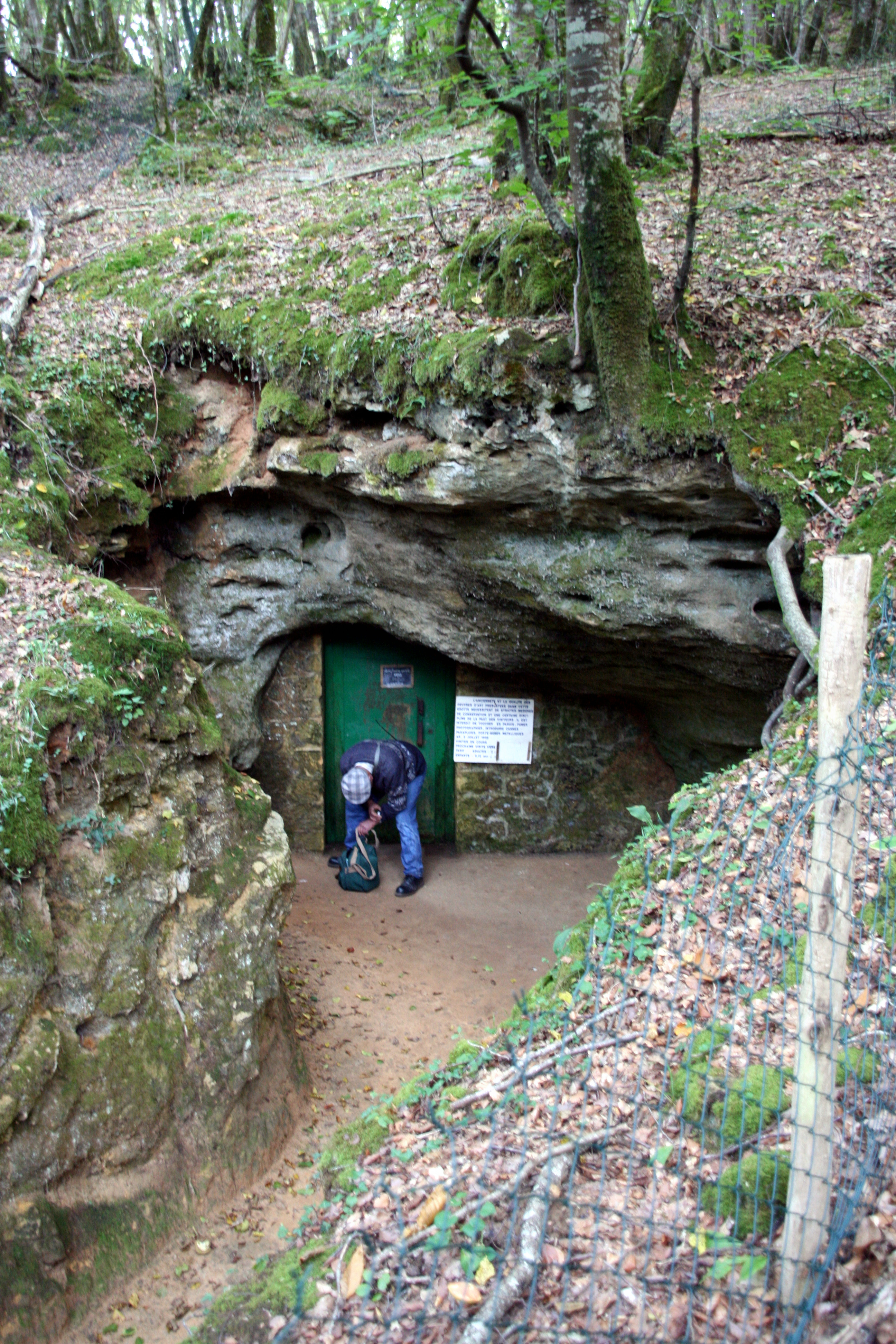
Eingang zur Höhle

## Lage
Der Weiler Bernifal liegt am linksseitigen Talhang der Petite Beune, etwas unterhalb des Anwesens und der Mühle von Viel Mouly. Die Höhle kann über die D 47 von Sarlat nach Les Eyzies erreicht werden. Vom Parkplatz bis zur Höhle sind es dann noch 500 Meter. Die Höhle befindet sich etwa 20 Meter über Talhöhe.

## Geschichte
Die Höhle wurde 1902 von Denis Peyrony sozusagen „wiederentdeckt“. Über eine Öffnung im Höhlendach war er ins Innere vorgedrungen. Peyrony war nicht der erste Besucher, denn an den Wänden waren mehrere Graffiti angebracht. Er war aber der Erste, der auf die Felsmalereien und die Gravuren aufmerksam wurde. Louis Capitan, Henri Breuil und Peyrony fertigten eine rasche Studie an, die 1903 veröffentlicht wurde. Die Höhle wurde anschließend 1928 von Henri Breuil, später auch von André Leroi-Gourhan gründlich untersucht. 1935 legte Peyrony den verschütteten ursprünglichen Eingang wieder frei. Erst in den 1970er Jahren wurde noch einmal ein Mammut im Dach eines ‚Kamins‘ entdeckt.

## Aufbau der Höhle
Die Höhle hat einen zickzackartigen Aufbau und streicht mit ihrer etwa 90 Meter langen Längsachse in nordwestlich-südöstlicher Richtung. Muttergestein sind flachliegende Kalke des Coniaciums. Sie besteht aus zwei größeren Sälen, die über eine niedrige und recht enge Passage miteinander verbunden sind. Der Saal 1 ist etwa 22 Meter lang und wird maximal 8 Meter hoch und an die 4 bis 5 Meter breit. Die Passage ist nur einen Meter breit und einen Meter hoch. Der Saal 2 kann seinerseits in drei Abschnitte unterteilt werden: einen 12 Meter langen und 5 Meter breiten und 5 bis 8 Meter hohen Vorderteil, gefolgt von einem 15 Meter langen und nur 3 Meter breiten Korridor und dem 20 Meter langen und 6 Meter breiten Schlussteil. Vom zweiten Saal gehen sechs kleinere Seitengänge (franz. diverticules) ab, die oft sehr eng und nur schlecht zu begehen sind. Selbst in diesen Seitengängen wurden Abbildungen angebracht. Ferner finden sich am zweiten Saal zwei kleine Alkoven, apsidenartige Ausbuchtungen, die teilweise ebenfalls ausgeschmückt wurden. Der dritte (ca. 10 Meter lange) und der abschließende Seitengang an der Ostseite von Saal 2 sind ungefähr in Nordost-Südwest-Richtung ausgerichtet.
Der Höhlenboden fällt ab dem Eingang leicht ab, um sich im letzten Drittel jäh um drei Meter abzusenken und im Schlussteil wieder flach auszulaufen. Der Höhlenschluss liegt 36 Meter unter dem Niveau des Eingangs. Die Wände werden von verschiedenen Kalzitüberzügen bedeckt, die stellenweise in weiße Mondmilch umgewandelt wurden. Die Überzüge sind meist älter als die Abbildungen, können sie aber auch gelegentlich überdecken. Die Höhle kann außerdem sehr schöne, von Eisenoxiden orange gefärbte Stalaktitenformationen an der Decke und auch einige, den Stalaktiten entgegenwachsende Stalagmiten vorweisen.

## Urheber der Höhlenmalereien
Lange ging die Wissenschaft davon aus, dass in den Malereien Männer ihre Jagderfahrungen künstlerisch umgesetzt hatten, doch gab es dafür keine Beweise. Der Archäologe Dean Snow von der Pennsylvania State University analysierte Handabdrücke aus acht französischen und spanischen Steinzeithöhlen, darunter der Grotte von Bernifal und fand heraus: Etwa drei Viertel aller farbigen Hände stammen von Frauen, es finden sich auch zahlreiche Handabdrücke von Kindern und Jugendlichen.

## Motive der Höhlenmalereien

Tektiform

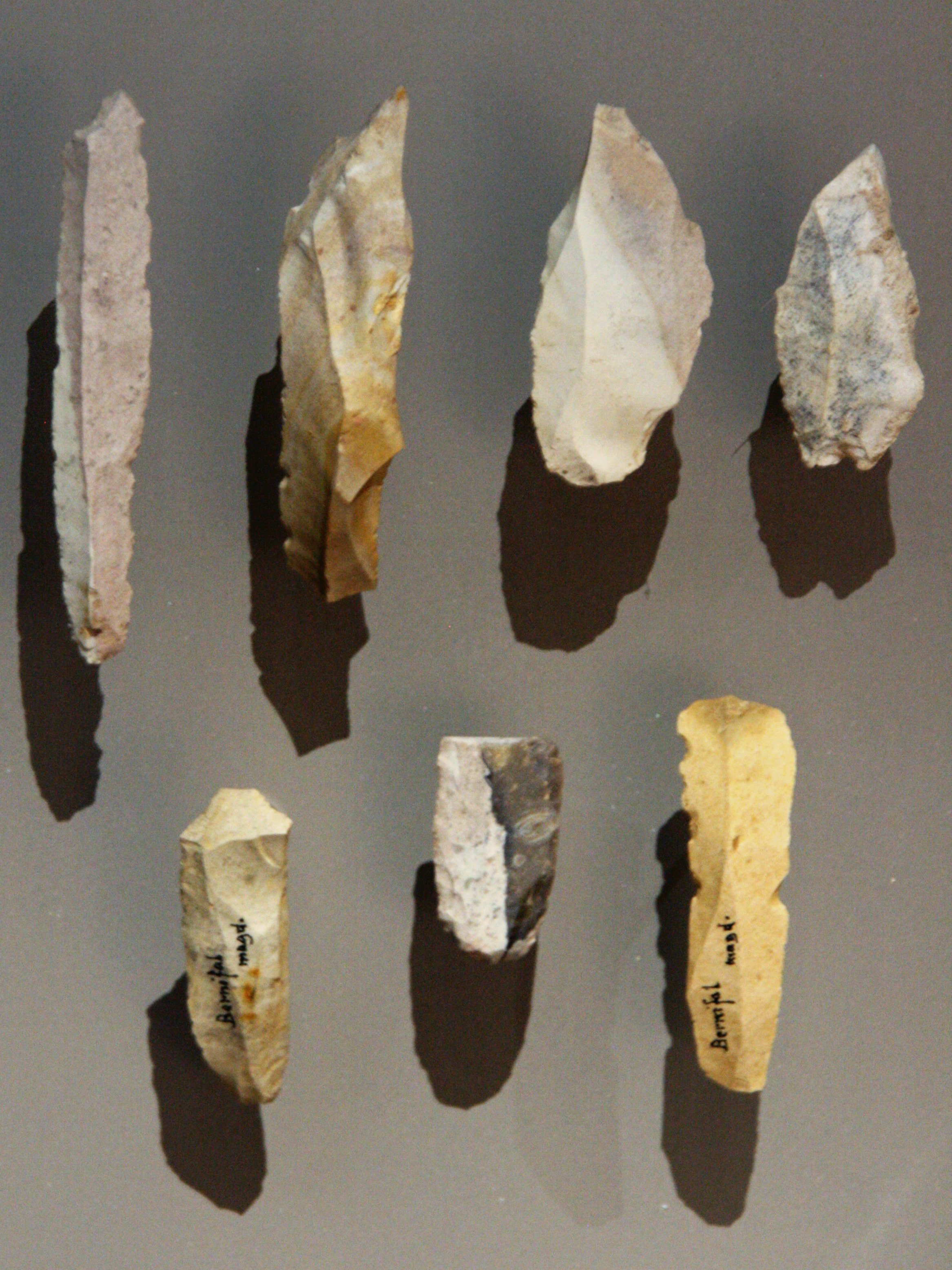
Gefundene Stichel und Klingen

Die Höhle enthält 110 Abbildungen, Malereien und Gravuren sind gleichermaßen vertreten. Der Großteil der Abbildungen befindet sich in der Passage und in den Alkoven sowie im Saal 2, da hier der Kalzitüberzug nicht so stark ausgebildet ist. Geschickt wurden Unebenheiten im Fels ausgenutzt, um den Kunstwerken eine plastische Wirkung zu verleihen.

### Tiere
Die Abbildungen in der Grotte de Bernifal werden ähnlich wie in der Höhle von Rouffignac von Mammuts dominiert – sie stellen in etwa die Hälfte der Malereien. Die gemalten Tierabbildungen lassen sich wie folgt aufschlüsseln:
- 24 Mammuts
- 8 Wildpferde, darunter ein Esel
- 7 Rinderartige (Wisente und Auerochsen)
- 2 Hirschartige
- 9 nicht zu identifizierende Tiere

Auffallend ist in der Grotte de Bernifal die Abwesenheit des Wollnashorns, das in den anderen Mammuthöhlen sonst immer diese Tiere begleitet.

### Menschen
In einem der Seitengänge taucht ein menschlicher Kopf auf, Einritzungen von Nase, Auge und Mund sind zu erkennen. Nennenswert auch eine eventuelle Saigaantilope. Ferner erwähnenswert ist ein Handnegativ in schwarzer Farbe.

### Tektiforme
Neben den Tierabbildungen wurden auch 51 verschiedene Zeichen angebracht. Sehr häufig sind sogenannte tektiforme (hausförmige) Abbildungen, es wurden insgesamt 13 erkannt. Sie ähneln in ihrer Form einem Haus, von dessen First die beiden Dachhälften auszugehen scheinen; ihre wirkliche Bedeutung ist aber unbekannt. Zwölf der tektiformen Zeichen wurden geritzt und nur eines gemalt. Die gravierten tektiformen Zeichen können einzeln, paarweise oder auch mit Mammuts assoziiert auftreten. Das gemalte tektiforme Zeichen besteht aus vielen kleinen, nebeneinandergesetzten Strichen (Pointillismus); es ist gut im Infrarotlicht zu erkennen.

### Sonstige
Neben den tektiformen Zeichen treten auch einfache Striche und Punkte auf, die entweder einzeln, bandförmig oder hintereinander angereiht ausgeführt wurden.

## Werkzeugfunde
Unter den Steinartefakten befanden sich zahlreiche Stichel und Klingen.

## Alter
Bernifal wurde nicht direkt datiert. Eines der gemalten Mammuts ist so gut wie identisch mit einem Mammut in Rouffignac – möglicherweise wurde es sogar vom selben Künstler geschaffen. Diese stilistische Verwandtschaft mit Rouffignac (Stil IV gemäß Leroi-Gourhan) legt dasselbe Alter für Bernifal nahe, d. h. Oberes Magdalénien, ca. 12.000 Jahre v. Chr.

## Höhlen der näheren Umgebung
In der näheren Umgebung des Weilers Bernifal befinden sich weitere Höhlen und Wohnplätze:
- Auf derselben Flussseite liegt die ‚Höhle des Wisents‘ (Grotte du Bison) mit zwei gemalten Handnegativen und schlecht zu datierenden Gravuren.
- Ferner ist die im Jahr 1969 entdeckte Höhle Sous-Grand-Lac zu erwähnen, die von G. und B. Delluc sowie von Leroi-Gourhan näher untersucht wurde; sie enthält verschiedene Gravuren, darunter eine menschliche Darstellung, die der Ritzzeichnung in Saint-Cirq-du-Bugue sehr ähnlich ist und wahrscheinlich gleich alt ist.
- Weiter talauswärts folgt die Höhle La Calévie, die 1903 von Peyrony entdeckt und von Breuil untersucht wurde. Sie war im Magdalénien und in der Bronzezeit bewohnt. Dargestellt sind in ihr hauptsächlich 15.000 Jahre alte Wildpferde und ein aus Ton modellierter Wisent.
- Schließlich noch die Höhle Vielmouly II mit nicht zu identifizierenden Resten von Bildern und Gravuren.
- Als Wohnplätze wären zu nennen Cazelle (Aurignacien und Magdalénien), Crabillat und Barry.